# Bijacovce
Bijacovce es un municipio del distrito de Levoča en la región de Prešov, Eslovaquia, con una población estimada a final del año 2024 de 971 habitantes.
Se encuentra ubicado al suroeste de la región, cerca del río Hernád (cuenca hidrográfica del río Tisza) y de la frontera con la región de Košice.

## Demografía
| Año        | 1994 | 2004    | 2014     | 2024    |
| ---------- | ---- | ------- | -------- | ------- |
| Población  | 775  | 838     | 929      | 971     |
| Diferencia |      | +8,12 % | +10,85 % | +4,52 % |

| Año        | 2023 | 2024    |
| ---------- | ---- | ------- |
| Población  | 970  | 971     |
| Diferencia |      | +0,10 % |